# Vlag van Terwispel

vlag van Terwispel

De vlag van Terwispel is de dorpsvlag van het Nederlandse dorp Terwispel, in de Friese gemeente Opsterland. De vlag werd in 1982 geregistreerd. Het ontwerp van de vlag is van de hand van J.C. Terluin.

## Beschrijving
De beschrijving van de vlag is als volgt:
Drie liggende banen, wit, groen en wit, waarvan de middelste met een groene baan bij de broekzijde langs een liggend Sint-Anthoniuskruis vormt, de kruising belegd met een geel klaverblad.
De kleuren zijn afkomstig van het dorpswapen.

## Symboliek
- Sint-Anthoniuskruis: staat voor de dorpsnaam Terwispel.[3]
- Klaverblad: verwijzing naar de landbouw.[3]
- Kleurstelling: het dorp met een agrarische karakter (groen) is gelegen op zandgrond (wit).[3]

## Zie ook

Wapen van Terwispel